# جعبه‌دنده کمکی

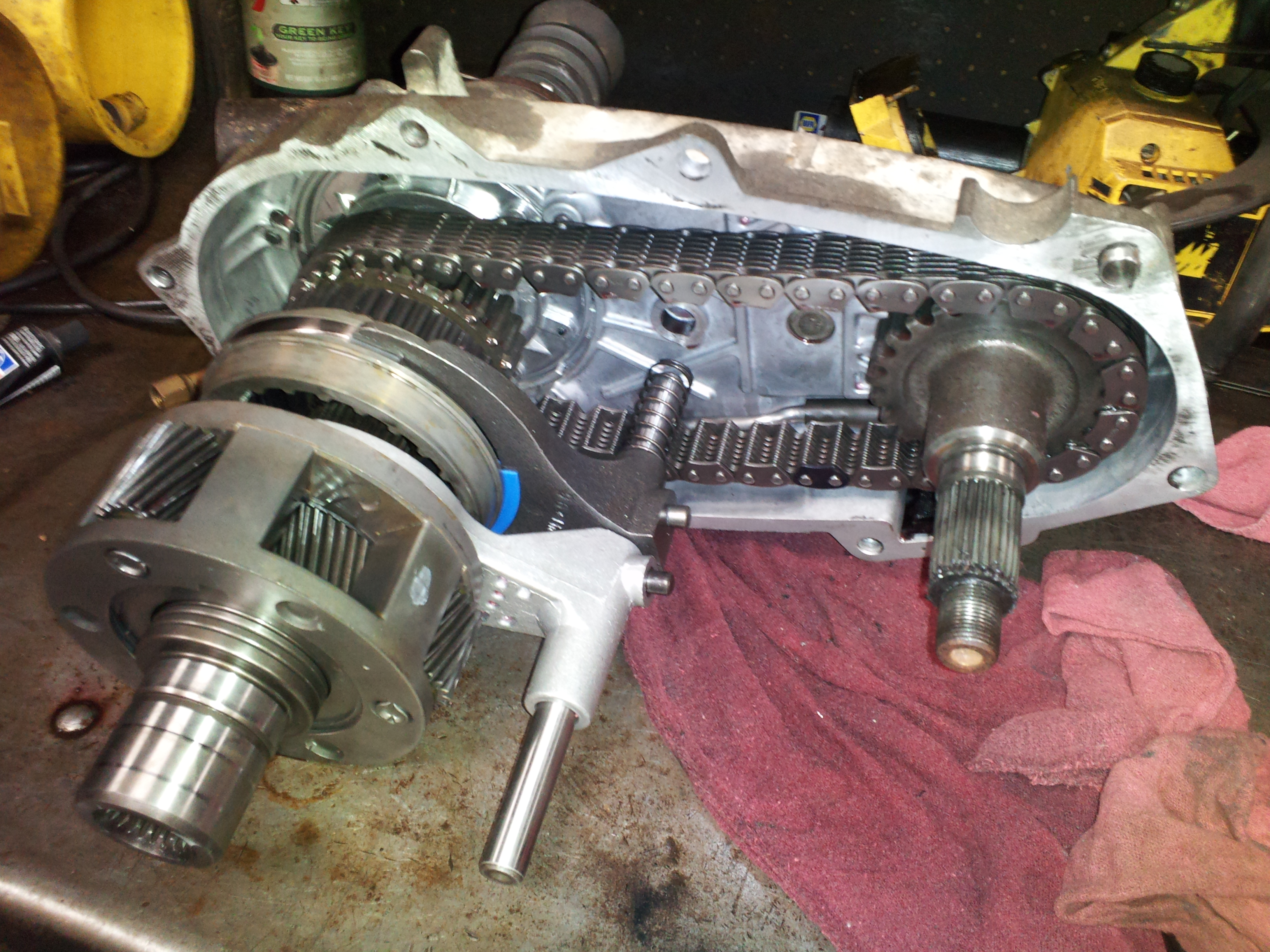
داخل یک جعبه‌دنده کمکی

جعبه‌دنده کمکی (به انگلیسی: Transfer case) نوعی جعبه‌دنده است که به صورت سری با جعبه‌دنده اصلی قرار می‌گیرد و باعث به وجود آمدن نسبت انتقال‌های متفاوتی می‌شود. جعبه دنده‌های کمکی می‌توانند به دو صورت قبل یا بعد از جعبه دنده اصلی قرار گیرند که طراح با توجه به شرایط مورد نظر خودرو آن را انتخاب می‌کنند.

## جعبه دنده اسپلیتر
در این نوع جعبه‌دنده، جعبه‌دنده کمکی قبل از جعبه‌دنده اصلی قرار می‌گیرد. در این حالت جعبه‌دنده کمکی دو حالت دارد، حالت اول که نسبت انتقال مستقیم است و گشتاور ورودی از موتور بدون تغییر به جعبه‌دنده اصلی می‌رسد و حالت دوم که نسبت انتقال ناشی از این دنده تقریباً ۱: ۴/۱ – ۲/۱ است.

## جعبه دنده برد
در این نوع جعبه‌دنده، جعبه‌دنده کمکی بعد از جعبه‌دنده اصلی قرار می‌گیرد. جهت تعویض دنده در این نوع جعبه‌دنده‌ها ابتدا دنده کمکی را در حالت low قرار داده و دنده‌های اصلی را به ترتیب تغییر می‌دهیم، سپس دنده کمکی را در حالت انتقال مستقیم یا high قرار داده و دوباره دنده‌های اصلی را به ترتیب عوض می‌کنیم.